# Shelly Cole
Shelly Cole (22 augustus 1975, Texas) is een Amerikaanse actrice.

## Carrière
Cole begon in 2000 met acteren in de film The Princess & the Barrio Boy. Hierna heeft zij nog meerdere rollen gespeeld in films en televisieseries. Zij is vooral bekend van haar rol als Madeline Lynn in de televisieserie Gilmore Girls waar zij in 33 afleveringen speelde (2000-2004).

## Filmografie

### Films
- 2010 How to Make Love to a Woman – als Nanette
- 2009 Dark House – als Lily
- 2008 The Village Barbershop – als Gloria MacIntyre
- 2006 Art School Confidential – als vrouw
- 2003 Prey for Rock & Roll – als Sally
- 2000 The Theory of Everything – als Janice
- 2000 The Princess & the Barrio Boy – als dakloze vrouw

### Televisieserie
Uitgezonderd eenmalige gastrollen.
- 2000-2004 Gilmore Girls – als Madeline Lynn – 33 afl.
- 2004 The Men's Room – als Charlotte – 4 afl.
- 2000-2001 Boston Public – als Susan – 2 afl.

- Library of Congress Control Number: no2009064047
- Virtual International Authority File: 86399327
- WorldCat: E39PBJhmGrryTbxB9Twht89CcP